# Alexeevca, Florești
Alexeevca este satul de reședință al comunei cu același nume  din raionul Florești, Republica Moldova.

## Istorie
Satul Alexeevca a fost întemeiat în anul 1900 de către țăranii sosiți din gubernia Podolsk. Este dată denumirea în cinstea fiului mai mare al boierului. Pe la mijlocul anilor 30 a început construcția bisericii, dar a fost finisată și deschisă abia în anul 1990. Biserica cu hramul „Icoana Maicii Domnului din Kazani”.

## Demografie

### Structura etnică
Structura etnică a satului conform recensământului populației din 2004:
| Grup etnic       | Populație | % Procentaj |
| ---------------- | --------- | ----------- |
| Ucraineni        | 392       | 53,33%      |
| Moldoveni/Români | 268       | 36,46%      |
| Ruși             | 68        | 9,25%       |
| Polonezi         | 1         | 0,14%       |
| Evrei            | 1         | 0,14%       |
| Alții            | 5         | 0,68%       |
| Total            | 735       | 100%        |